# Матчи сборной Польши по футболу 1926

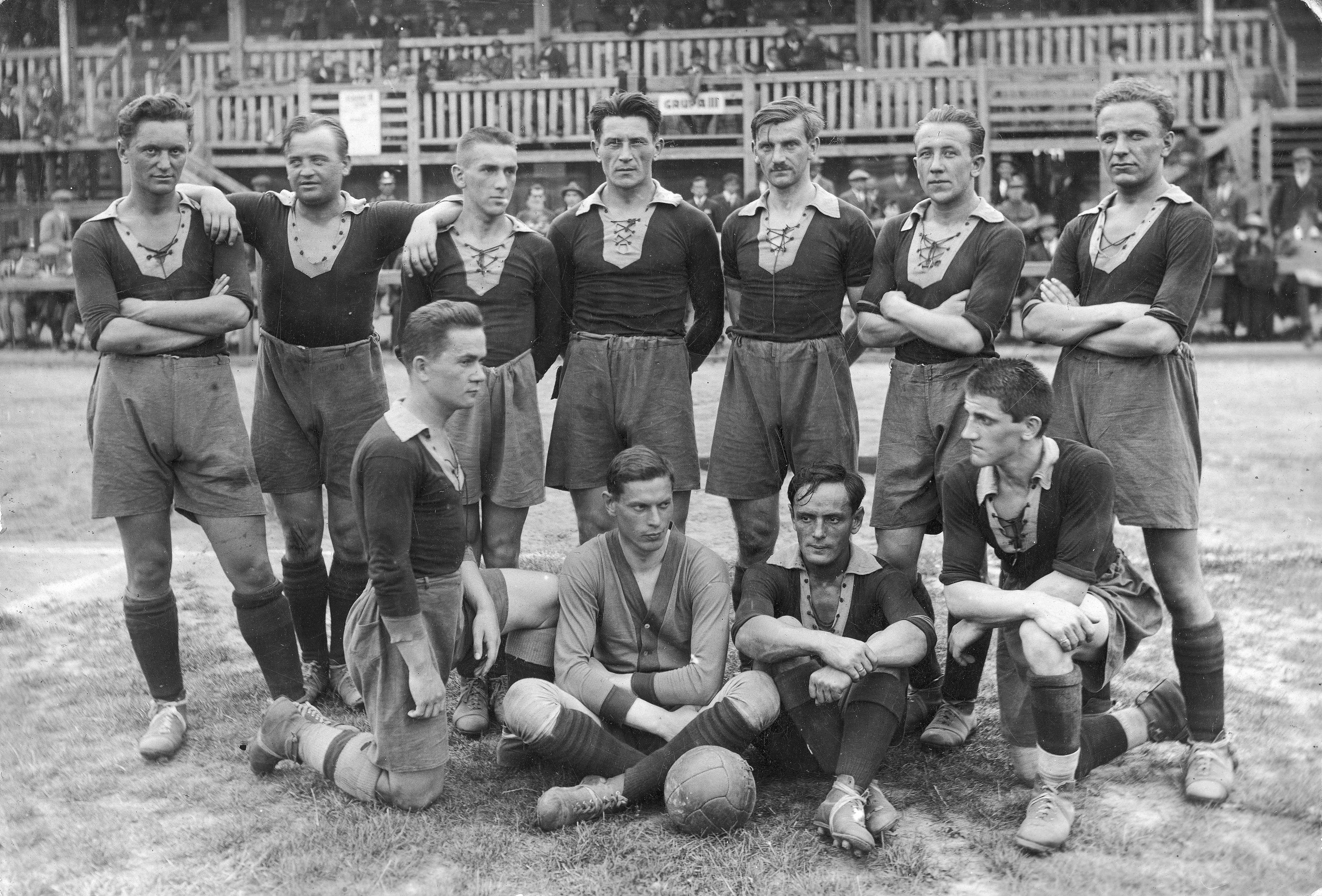
«Погонь» (Львов) — чемпион Польши 1926 года

В 1926 году сборная Польши провела 7 матчей, один неофициальный и 6 товарищеских. В товарищеских матчах 4 победы и 2 поражения. Разница мячей 21:12.
Бомбардиры сборной Польши в 1926 году:
- Мечислав Бач — 6 голов;
- Вавжинец Сталиньски[пол.] — 4 гола;
- Зигмунт Штойерманн[англ.] — 3 гола;
- Мечислав Бальцер[пол.] — 3 гола;
- Юзеф Калюжа — 2 гола;
- Юзеф Собота[пол.] — 1 гол;
- Александр Тупальский[пол.] — 1 гол;
- Юзеф Адамек[пол.] — 1 гол.

## Матч № N2
Неофициальный матч
| Варшава 6 июня 1926 года | \| Польша \| 1:2 \| Чехословакия (люб.) \| \| Вацлав Кухар \| Голы \| нет данных \| | нет данных          |
| Польша                   | 1:2                                                                                 | Чехословакия (люб.) |
| Вацлав Кухар             | Голы                                                                                | нет данных          |

## Матч № 22
Товарищеский матч
| Польша                                     | 2:0 отчёт (недоступная ссылка) | Эстония |
| Юзеф Собота 13′ · Александр Тупальский 68′ | Голы                           |         |

| | Составы  | | |
| Стефан Доманьский, Август Милде, Владислав Карасяк, Теодор Велишек, Стефан Лётц, Павел Любина, Александр Тупальский, Симплициус Звержевский, Мечислав Бач, Болеслав Цишецкий, Юзеф Собота |          | Эвальд Типнер, Ральф Лиивар, Отто Зильбер, Отто Рейнфельдт—Рейнло, Бернхард Рейн, Ойген Эйнман, Хайнрих Пааль, Арнольд Пихляк, Эдуард Элльман-Ээлема, Йоханнс Кихлефельдт, Оскар Юпраус | Эвальд Типнер, Ральф Лиивар, Отто Зильбер, Отто Рейнфельдт—Рейнло, Бернхард Рейн, Ойген Эйнман, Хайнрих Пааль, Арнольд Пихляк, Эдуард Элльман-Ээлема, Йоханнс Кихлефельдт, Оскар Юпраус |
| Юзеф Цишевски | Запасные | | |

## Матч № 23
Товарищеский матч
| Польша                                                              | 7:1 отчёт (недоступная ссылка) | Финляндия           |
| Мечислав Бач 33′, 44′, 77′, 90′ · Вавжинец Сталиньский 9′, 60′, 72′ | Голы                           | Олави Лааксонен 39′ |

| | Составы | | |
| Стефан Доманьский, Август Милде, Михал Флейгер, Тадеуш Заставняк, Вацлав Кухар, Зигмунт Хрусциньский, Юзеф Кубиньский, Мечислав Бач, Юзеф Калюжа, Вавжинец Сталиньский, Леон Сперлинг |         | Харальд Элевуо, Ниило Коскинен, Свен Лидман, Макс Вииниокса, Эйно Сойнио, Арво Нёрвёнен, Унтамо Кулмала, Аулис Копонен, Олави Лааксонен, Альбин Лённберг, Хьялмар Келин | Харальд Элевуо, Ниило Коскинен, Свен Лидман, Макс Вииниокса, Эйно Сойнио, Арво Нёрвёнен, Унтамо Кулмала, Аулис Копонен, Олави Лааксонен, Альбин Лённберг, Хьялмар Келин |

## Матч № 24
Товарищеский матч
| Венгрия                                                                      | 4:1 отчёт (недоступная ссылка) | Польша                   |
| Йожеф Каутский 9′ · Ласло Хорват 31′ · Кароль Фогл II 42′ · Гиула Синкей 61′ | Голы                           | Вавжинец Сталиньский 48′ |

| | Составы  | | |
| Имре Ремете, Кароль Фогл II, Йожеф Фогл III, Густав Рейкс, Йожеф Сандор, Кароль Бобрик, Гиула Сенкеи, Ласло Хорват, Йожеф Каутский, Кароль Добош, Решю Шидон |          | Мечислав Шумец , Александр Пыховский, Вацлав Кухар, Зигмунт Хрусциньский, Тадеуш Заставняк, Юзеф Кубиньский, Мечислав Бач, Юзеф Калюжа, Вавжинец Сталиньский, Леон Сперлинг | Мечислав Шумец , Александр Пыховский, Вацлав Кухар, Зигмунт Хрусциньский, Тадеуш Заставняк, Юзеф Кубиньский, Мечислав Бач, Юзеф Калюжа, Вавжинец Сталиньский, Леон Сперлинг |
| | Запасные | Август Милде , Стефан Киселиньский , Мариан Спойда | Август Милде , Стефан Киселиньский , Мариан Спойда |

## Матч № 25
Товарищеский матч
| Польша                                                                          | 6:1 отчёт (недоступная ссылка) | Турция              |
| Зигмунт Штойерманн 51′, 68′, 71′ · Мечислав Бач 27′, 77′ · Мечислав Бальцер 48′ | Голы                           | Алаеддин Байдар 89′ |

| | Составы  | | |
| Стефан Доманьский, Владислав Карасяк, Изидор Редлер 45', Людвик Шнайдер, Вацлав Кухар, Бронислав Фихтель, Ян Дурка, Зигмунт Штойерманн, Мечислав Бач, Мечислав Бальцер |          | Расим Атала, Кадри Гюктулга, Кемал Рифат Калпакчоглу, Хайри Рагип Сендемир, Бурхан Ишин, Алаеддин Байдар, Зеки Риза Спорель, Сами Ачикюней, Муслин Пейкоглу, Бурхан Атак, Вахави Октай | Расим Атала, Кадри Гюктулга, Кемал Рифат Калпакчоглу, Хайри Рагип Сендемир, Бурхан Ишин, Алаеддин Байдар, Зеки Риза Спорель, Сами Ачикюней, Муслин Пейкоглу, Бурхан Атак, Вахави Октай |
| Францишек Гебартовский 45' | Запасные | Мехмед Лебледи , Мехмет Назиф Герчин | Мехмед Лебледи , Мехмет Назиф Герчин |

## Матч № 26
Товарищеский матч
| Швеция                                    | 3:1 отчёт (недоступная ссылка) | Польша          |
| Гуннар Рыдберг 30′, 31′ · Торе Келлер 43′ | Голы                           | Юзеф Адамек 54′ |

| | Составы  | | |
| Эрик Янссон, Торстен Йоханссон, Гуннар Каспарссон, Дуглас Кроок, Яке Ханссон, Артур Бенгтссон, Алгот Хаглунд, Гуннар Рыдберг, Пер Кауфельдт, Торе Келлер, Бертил Аппельског |          | Стефан Киселиньский 87', Юзеф Адамек, Владислав Карасяк, Александр Кахане, Вацлав Кухар, Тадеуш Заставняк, Александр Тупальский, Юзеф Калюжа, Юзеф Цишевски, Мечислав Бальцер, Францишек Гебартовский | Стефан Киселиньский 87', Юзеф Адамек, Владислав Карасяк, Александр Кахане, Вацлав Кухар, Тадеуш Заставняк, Александр Тупальский, Юзеф Калюжа, Юзеф Цишевски, Мечислав Бальцер, Францишек Гебартовский |
| | Запасные | Ян Драпала 87' | Ян Драпала 87' |

## Матч № 27
Товарищеский матч
| Норвегия                                  | 3:4 отчёт (недоступная ссылка) | Польша                                           |
| Биргер Стеен 42′, 76′ · Арне Андерсен 54′ | Голы                           | Мечислав Бальцер 58′, 86′ · Юзеф Калюжа 62′, 63′ |

| | Составы | | |
| Хенри Йохансен, Трюгви Аансен, Эгил Бренна Лунд, Андреас Йохансен, Сверре Петтерсен, Алф Йохансен, Арне Мюллер, Арне Андерсен, Биргер Стеен, Эйнар Зандберг, Гудмунд Фредериксен |         | Стефан Киселиньский, Владислав Карасяк, Францишек Гебартовский, Александр Кахане, Зигмунт Хрусциньский, Тадеуш Заставняк, Юзеф Адамек, Вацлав Кухар, Юзеф Калюжа, Юзеф Цишевски, Мечислав Бальцер | Стефан Киселиньский, Владислав Карасяк, Францишек Гебартовский, Александр Кахане, Зигмунт Хрусциньский, Тадеуш Заставняк, Юзеф Адамек, Вацлав Кухар, Юзеф Калюжа, Юзеф Цишевски, Мечислав Бальцер |